# Histoire des Juifs à Nîmes

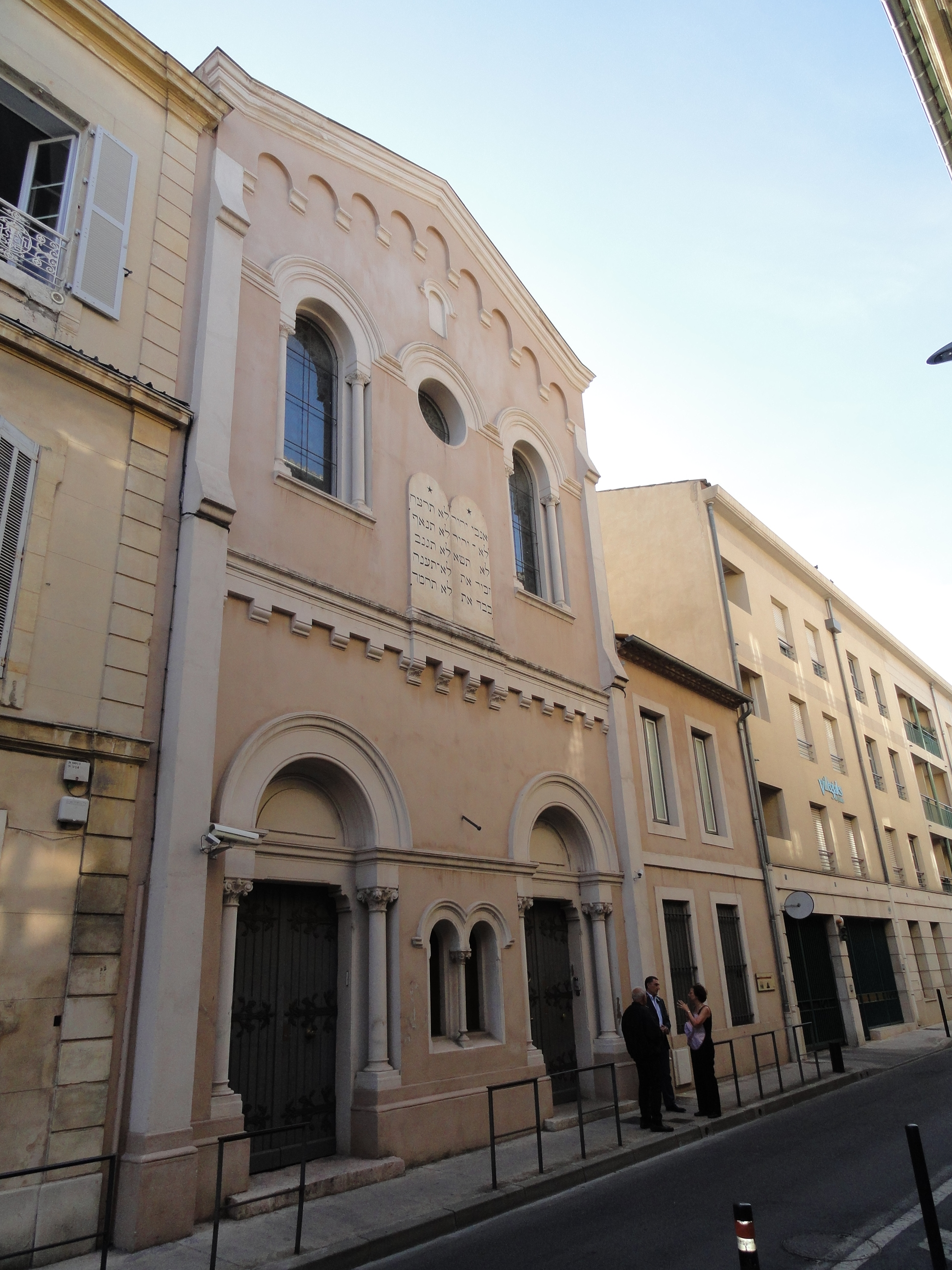
Façade de la synagogue de Nîmes

L'histoire des Juifs à Nîmes, comme dans de nombreuses autres villes du sud de la France, remonte au début du Moyen Âge. Malgré souvent l'hostilité générale de la population chrétienne, la communauté juive y est très active jusqu'à son expulsion définitive du royaume de France en 1394. Redevenue florissante à la fin du XVIIIe siècle, elle joue un rôle important dans l'histoire du judaïsme français. Décimée pendant la Seconde Guerre mondiale, elle connaît un renouveau avec l'arrivée des rapatriés d'Algérie dans les années 1960.

## La communauté juive de Nîmes au Moyen Âge

### Les Juifs jusqu'à leur expulsion en 1306
On ignore la date à laquelle les premières Juifs sont venus s'installer à Nîmes. On sait que certains, chassés d'Espagne en 672 par Wamba, roi des Wisigoths, trouvent refuge à Nîmes, accueillis favorablement par Hildéric, comte de Nîmes. En bonne relation avec leurs voisins chrétiens, la communauté juive prospère et acquiert une grande importance, devenant l'une des communautés juives les plus actives du Languedoc. Nîmes devient aussi un centre d'études religieuses.
Vers la fin du XIIIe siècle, la communauté se compose d'une centaine de familles. Trois notables en président l'administration. Plusieurs membres de la communauté sont reconnus comme d'éminents médecins. Grâce à l'esprit de tolérance des habitants de Nîmes, un de ses membres, du nom de Durant, remplit même la fonction de sous-viguier, en rendant la justice au nom du comte.
Les Juifs occupent un quartier, la juiverie qui leur est réservé, situé dans le centre-ville, rue du Chapitre. La situation des Juifs se détériore nettement à Nîmes, après les différents conciles tenus dans la région au XIIIe siècle, et plus particulièrement de celui de Nîmes de 1284 qui mentionne les mesures prises par l'Église pour humilier et abaisser les Juifs et les séparer de la société chrétienne. Ces mesures vont être appliquées par l'évêque Bertrand II de Languissel, évêque de Nîmes de 1280 à 1324. Il ordonne entre autres que « les juifs du diocèse de Nîmes porteront en tout temps une rose au milieu de la poitrine, afin qu'on les distingue des chrétiens ». Les autres règles contraignantes appliquées partout en France sont appliquées avec extrême rigueur à Nîmes.
En 1295, le roi Philippe le Bel ordonne à Alphonse de Rouvroi, sénéchal de Beaucaire, dont la circonscription inclut la ville de Nîmes, de faire arrêter les plus riches juifs du pays et d'en envoyer six au Châtelet de Paris, de saisir leurs biens, d'en dresser un inventaire et de lui en faire savoir la valeur, ainsi que d'effectuer des perquisitions dans toutes les maisons, soit des juifs, soit des chrétiens, où les juifs auraient pu avoir caché de l'argent et des effets, et de remettre à ses receveurs toutes les sommes trouvées. L'évêque de Nîmes se voyant dépossédé d'une partie de ses ressources, réclama, alléguant qu'on ne pouvait rien entreprendre sur les hommes « taillables de son église et sujets de sa justice ». Le roi de France faisant droit à ces réclamations, écrivit alors au sénéchal de délivrer les juifs de la juridiction de Nîmes qu'il avait fait arrêter, et de leur rendre tous les biens qu'il leur avait  saisis
La communauté de Nîmes a alors à sa tête deux rabbins distingués, R. Yehoudah ben Abraham Nemsi (de Nîmes) qui échange des questions et réponses avec R. Eliezer de Tarascon et R. Samuel d'Agde, et don Vidas qui consulte Abba Mari de Lunel.
En 1306 le roi Philippe le Bel ordonne l'expulsion de tous les Juifs du royaume de France, afin de s'en approprier les biens. Le 23 juillet 1306, un arrêt d'exil est signifié aux Juifs qui ont un mois pour quitter le sol français. Beaucoup de Juifs de Nîmes fuient vers la Provence qui appartient à l'Empire, le Roussillon qui appartient au royaume de Majorque, la Savoie, l'Italie ou l'Espagne. Quelques-uns s'installent en Palestine. Tous leurs biens sont immédiatement confisqués et dès le 16 août, un mandement ordonne aux surintendants dans l'affaire des juifs et aux sénéchaux de mettre en vente les immeubles saisis en imposant aux acheteurs de révéler les trésors qu'ils pourraient trouver dans lesdits immeubles, maisons, terres ou vignes. Bertrand de Crépy, chanoine de Beauvais, commissaire royal dans l'affaire des juifs assiste comme adjoint Bertrand de l'Isle Jourdain, alors sénéchal de Beaucaire, Pour la ville de Nîmes, ils délèguent leurs pouvoirs à Pierre d'Auriac, sous-viguier de la cour royale de Nîmes, à Guillaume Gombrand et à Pons Fabre, citoyens de Nîmes, par mandat donné à Nîmes le mardi après la fête de la Nativité de l'an 1306. Dès le 20 novembre, les ventes des biens des Juifs commencent.
On n'a aucun document prouvant que l'évêque de Nîmes ait réclamé à cette occasion sa part de la dépouille en prétendant avoir la propriété des Juifs de son diocèse, comme il l'avait fait en 1295, et comme de nombreux évêques l'ont demandé, tel que l'évêque de Saint-Gilles, ville distante de seulement 20 km.

### De leur retour à Nîmes en 1315 jusqu'à leur expulsion définitive en 1394
Pour des raisons financières, le roi Louis X le Hutin rappelle en 1315, les juifs dans son royaume, mais leurs biens ne leur sont pas rendus. Les Juifs n'ont plus de terre, plus de vigne et leur premier soin, en revenant est d'essayer de récupérer leurs créances, mais en 1317, Philippe V le Long envoie au sénéchal de Beaucaire un mandement dans lequel il lui enjoint de ne pas laisser exiger d'usures par les juifs et de les obliger à porter comme avant leur proscription la rouelle, « afin d'éviter les inconvénients et scandales qui en résulteraient, surtout à l'égard des femmes, si l'on n'établissait une différence entre les juives et les chrétiennes
Charles IV le Bel, successeur de Philippe le Long, impose une contribution exorbitante aux Juifs, dont la part incombant à ceux de la sénéchaussée de Beaucaire s'élève à 20 500 livres tournois.
De nouveau expulsés par Philippe de Valois, ruiné par la défaite de Crécy, pour s'emparer de leurs créances, ils sont rappelés en 1359, afin de payer la rançon du roi de France Jean le Bon, prisonnier des Anglais. Celui-ci leur accorde de nombreux privilèges, car « Plus les juifs auront de privilèges, dit-il dans son ordonnance, mieux ils pourront payer la taxe que le roi fait peser sur eux ».
Encouragés par les conditions offertes, les Juifs reviennent en grand nombre à Nîmes comme dans toutes les villes du Midi.
À Nîmes, par décision du conseil municipal du 24 juin 1359, on leur attribue alors, afin qu'ils demeurent séparés de la population chrétienne, une partie de la rue de la Corrégerie-Vieille (actuellement rue de l'Étoile), mais cette rue étant située près des remparts de la ville, certains habitants chrétiens prennent l'habitude de leur jeter des pierres du haut des remparts. La communauté demande au Conseil de la ville de leur attribuer un autre quartier, ce qui est accepté lors du conseil du 19 août 1359. Ils peuvent alors s'installer dans la rue Caguensul (actuellement la partie de la rue Guizot comprise entre la rue du Mûrier d'Espagne et la tour de l'horloge), et dans la rue Fresque, autrefois rue de la Juiverie. En 1367, les Juifs sont installés dans le quartier formé par les rues Saint-Antoine, Fresque et de la Madeleine. Les juifs y vivent groupés, mais le quartier n'est pas fermé et leurs entrées et sorties ne semblent pas avoir été réglementées.
D'après un document daté de 1089, une synagogue s'élève rue du Chapitre à l'emplacement actuel de l'hôtel de la Prévôté. Le cimetière juif est situé au nord-est de la ville, sur le mont Duplan, qui porte au XIe siècle le nom de Podium Judaicum. À leur retour en 1359, les Juifs récupèrent leur ancien cimetière sur le mont Duplan. Ils doivent payer pour chaque enterrement un redevance de neuf sols tournois ou une livre de poivre au monastère de Saint-Baudile, propriétaire du terrain.
Les dispositions favorables accordées par Jean le Bon, ne vont pas durer. Dès le 9 décembre 1360, la sénéchaussée de Beaucaire publie une ordonnance royale qui abolit presque tous les privilèges et faveurs accordés précédemment. Charles V le Sage au début de son règne, en 1364 augmente tailles et impositions. En contrepartie, il rétablit les privilèges accordés puis retirés par son père. Les communautés sont écrasées par l'impôt. Les procurateurs des communautés juives du Languedoc, chargés de fixer la quote-part de chaque famille en fonction des impôts exigés décident d'envoyer deux délégués, Comprat Moïse, de Nîmes, et Astour Benduli, de Narbonne, afin de requérir l'assistance du maréchal Arnoul d'Audrehem, lieutenant du roi en Languedoc. Celui-ci fait expédier le 15 février un mandement aux sénéchaux de Beaucaire, de Toulouse et de Carcassonne, pour qu'ils obligent tous les juifs de leurs sénéchaussées à payer les tailles et impositions qui leur sont assignées.
En 1367, une réparation des feux (révision de l'assiette de l'impôt) est demandée au roi par les sénéchaux du Languedoc. Cette nouvelle fixation est effectuée pour Nîmes, par Pierre Julien, licencié ès lois. Les feux sont répartis en deux catégories, ceux dont le revenu est supérieur à dix livres tournois, et ceux dont le revenu est inférieur. Aucun Juif n'entre dans la première catégorie. La seconde catégorie compte trois Juifs, Maïmonet, Massipet et maître Mosses, médecin, tous établis dans le quartier de Garrigues. On peut estimer le nombre total de Juifs à Nîmes à 150 âmes.
Le 7 septembre 1394, Charles VI le Fol signe un édit royal enjoignant tous les Juifs  de sortir incessamment du royaume. Le 17 du même mois, Guillaume de Neillac, sénéchal de Beaucaire, reçoit  l'ordre de conduire en sûreté, hors du royaume, les juifs et les juives de sa sénéchaussée. Il leur accorde un sursis de quelques jours, mais dès le 3 novembre, de nouvelles lettres royales ordonnent au sénéchal « de saisir tous les biens des juifs, d'en dresser un état, de faire publier que ceux qui leur avaient emprunté sur gages eussent à retirer ces gages dans un mois, et enfin de veiller à la liquidation de toutes leurs dettes actives et passives, ». 
Les Juifs de Nîmes vont principalement se réfugier dans le Comtat Venaissin voisin, en espérant peut-être pouvoir un jour retourner à Nîmes.

## Les Juifs à Nîmes sous la Révolution et l'Empire
Au cours du XVIIIe siècle, la situation économique des Juifs du Comtat Venaissin s'améliore. Les comtadins voyagent beaucoup dans tout le Midi de la France, certains s'installent de façon semi-permanente à Nîmes, Montpellier, etc. En 1791, l'Assemblée nationale constituante vote l’annexion d’Avignon et la réunion du Comtat Venaissin au royaume de France. Dès lors, de nombreux Juifs du Comtat, prenant avantage de leur toute nouvelle condition de citoyens de plein droit, vont s'établir définitivement à Nîmes.
Parmi les plus riches marchands de Nîmes, on trouve alors Moïse Laroque, commerçant en mules depuis 1772. Associé avec Saul Crémieux, il achète en 1794 pour 164 livres de biens nationaux, puis le 25 novembre 1794, le domaine de Rientor à Aiguemargues pour 127 000 livres et avec Daniel Roquemartine, négociant à Montpellier, en novembre 1794, il se fait adjuger pour 40 000 livres de biens nationaux. Il décède le 14 février 1798.
Pendant la Terreur, Mordecai Mirargues, le Hazzan est contraint de se prosterner devant l'autel de la Raison, David Crémieu est d'abord emprisonné à Nîmes avant d'être transféré à Nice et José Carcassonne est exécuté le 18 juillet 1794.  
Lors du recensement des Juifs décrété en 1802 par Napoléon alors premier consul, la communauté juive de Nîmes compte près de 400 membres, dont environ 350 originaires du Comtat Venaissin, principalement de Carpentras, quelques-uns de L'Isle-sur-la-Sorgue mais une seule famille de Cavaillon. On estime que leur nombre a doublé entre 1789 et 1792, en raison de la guerre entre Avignon et Carpentras.
Par décret du 31 mai 1806, Napoléon crée une Assemblée de notables juifs où Isaac Cadet Carcassonne représente la communauté de Nîmes.  Puis Napoléon décide de faire renaître l'antique Sanhédrin afin de faire appliquer les décisions prises par l'assemblée.  Sur les 71 députés choisis par les autorités impériales pour le Grand Sanhédrin, cinq sont des rabbins nîmois (sur les huit rabbins habitant Nîmes), ce qui est particulièrement remarquable, compte tenu que la plupart des autres communautés de province sont représentées par un voire deux membres, rabbins ou laïcs:
Le 8 octobre 1806, le préfet du Gard ordonne à Abraham Muscat, Mardochée Rocca-Martine et Josué Milhaud dit Muscat de se rendre à Paris comme député au Grand Sanhédrin. Tous sont d'abord réticents en raison des frais importants de voyage et de séjour dans la capitale, mais le 24 décembre le ministre de l'Intérieur exige leur venue en  leur allouant une indemnité pour frais de voyage de 200 francs par député et par mois prise en charge par la communauté. Le préfet rajoute alors deux autres noms. Ce sont tous des rabbins nîmois: 
- Jassé (ou Joseph) Roquemartine (ou Rocca-Martine) : fabricant d'étoffe, fortuné, il est arrivé de Carpentras en 1790/1791. Il meurt à Nîmes en 1827 à l'âge de 69 ans.
- Mardochée Roquemartine (ou Rocca-Martine) : arrivé de Carpentras en 1790, il est réputé pour ses connaissances en matière religieuse et est l'animateur de la Yechiva de Nîmes. En 1810, il est le premier rabbin consistorial de Marseille. Il meurt en 1832 dans cette ville.
- Abraham Milhaud dit Muscat : fabricant d'étoffe de soie, venu de Carpentras vers 1790, il a environ 40 ans. En 1823/1824, il se réfugie à Nice, appartenant alors au Piémont, pour échapper semble-t-il à des créanciers.
- Abraham Montel fils aîné : âgé de 29 ans, il est né à Nîmes, où son père Izaac est fripier. Il est instituteur à la Yechiva. Il meurt en 1828.
- Bessalé Milhaud : 28 ans, fabricant d'étoffe, il est député suppléant au Grand Sanhédrin. Il meurt en 1839.

## La communauté juive auxXIXeetXXesiècles
Le recensement des juifs de Nîmes en 1840, demandé par le préfet, donne une communauté de 414 personnes soit 113 foyers pour une ville qui en 1844 totalise 54 245 habitants, dont 26 % de protestants et le reste de catholiques. La population juive est donc très minoritaire.
D'après Lucien Simon, les membres de la communauté juive peuvent se répartir en trois grands groupes selon la profession du chef de famille : « un tiers dans la moyenne bourgeoisie, propriétaires, négociants, professions libérales, un tiers dans la petite bourgeoisie, marchands commissionnaires, tailleurs et le reste formant le petit peuple, petits artisans, commis, colporteurs ». Il faut ajouter des jeunes filles ou femmes qui font des travaux d’aiguilles ou de blanchisserie. En 1872, la communauté juive compte encore 380 membres.
Jusqu’en 1842, les enfants juifs de Nîmes suivent des cours dans les différentes écoles de la ville. À partir de cette date, la communauté fonde une école pour les garçons et une autre pour les filles dirigée par mademoiselle Brunschwig. Ces deux écoles sont agréées par le conseil municipal.
En 1858, la communauté juive de Nîmes fait appel à Joseph Simon, originaire de  Muttersholtz dans le Bas-Rhin et formé à l'école rabbinique de Metz, pour diriger son école de garçons qui comprend alors vingt cinq élèves. Cette école devient « école communale pour les enfants israélites » puis lors de la laïcisation des écoles en 1881, école communale tout court. Fervent défenseur de la République et Juif pieux, la renommée de Joseph Simon attire des élèves protestants et catholiques. Historien, il publie en 1886 son Histoire des Juifs de Nîmes au Moyen Âge. Fin pédagogue, il est élu président de la Ligue de l'enseignement en 1870 et publie plusieurs livres sur l'enseignement aux enfants chez les Hébreux dans l'antiquité et chez les Juifs au Moyen Âge. Engagé dans la vie sociale, il anime à partir de 1879 des cours populaires le soir et s'occupe de la formation professionnelle des ouvriers et artisans de la ville de Nîmes (1881).
L'école est située dans le bâtiment de la synagogue, rue Roussy, au rez-de-chaussée et est composée de deux salles. Elle y restera jusqu’en 1873, date à laquelle, le conseil municipal décide de la transférer pour raison d'hygiène et de sécurité quai Roussy, non loin de là.
La communauté juive de Nîmes compte au XIXe siècle, plusieurs personnages célèbres parmi ses membres: 
- Isaac-Jacob Crémieux, connu sous le nom d'Adolphe Crémieux, né le 30 avril 1796 à Nîmes et décédé le 10 février 1880 à Paris : avocat et homme politique français, président du Consistoire central et de l'Alliance israélite universelle il est l'auteur du décret Crémieux en 1870 qui accorde la nationalité française aux 35 000 Juifs d'Algérie.
- Louis, Gaston, Isaac Crémieux, connu sous le nom de Gaston Crémieux, né le 22 juin 1836 à Nîmes, et mort fusillé à Marseille le 30 novembre 1871 : avocat, journaliste et écrivain, il est fusillé lors de la répression versaillaise en raison de sa participation à la Commune de Marseille.
- Lazare Bernard dit Bernard Lazare, né le 15 juin 1865 à Nîmes et décédé le 1er septembre 1903 à Paris : journaliste politique, critique littéraire, anarchiste et polémiste, il s'engage à fond dans la défense d'Alfred Dreyfus, puis continuera le combat pour les Juifs en danger en Russie et Roumanie. Il prend aussi la défense des Arméniens menacés par les Turcs.

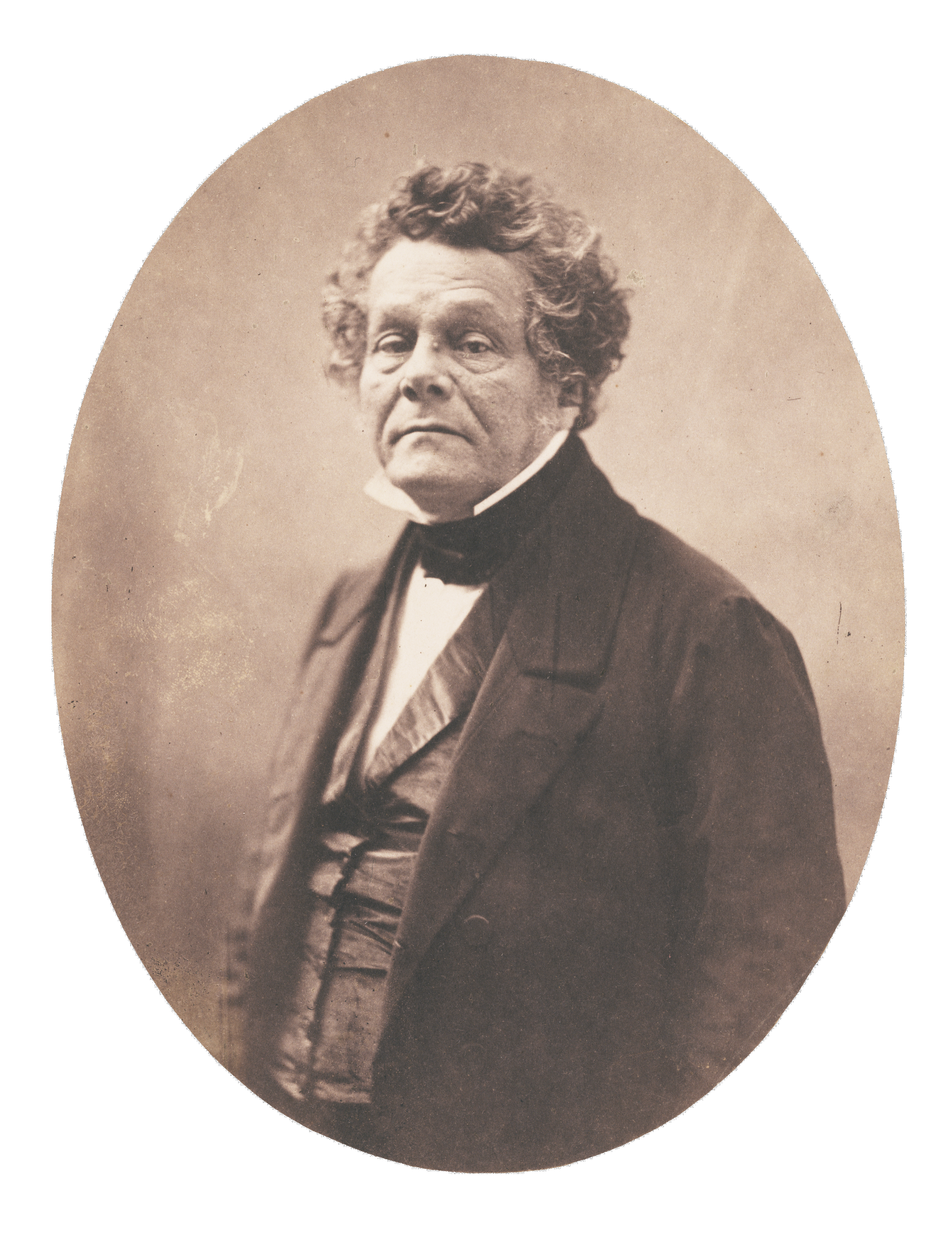
Adolphe Crémieux par Nadar (1856)
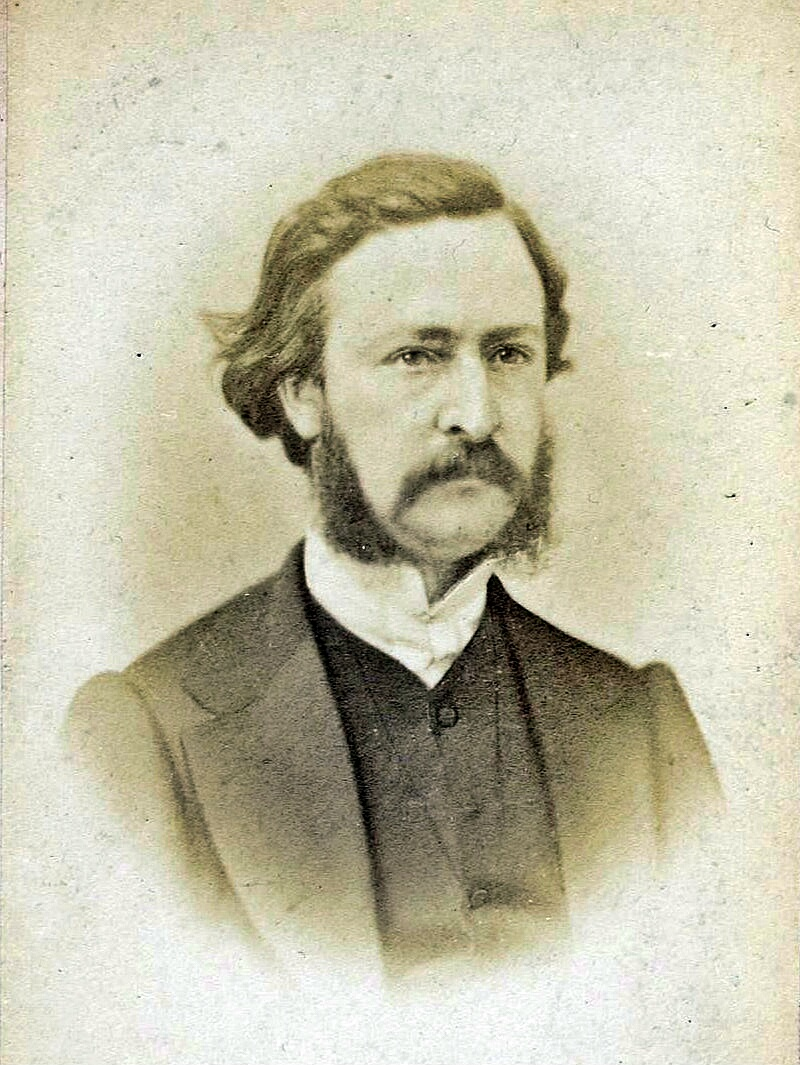
Gaston Crémieux vers 1870
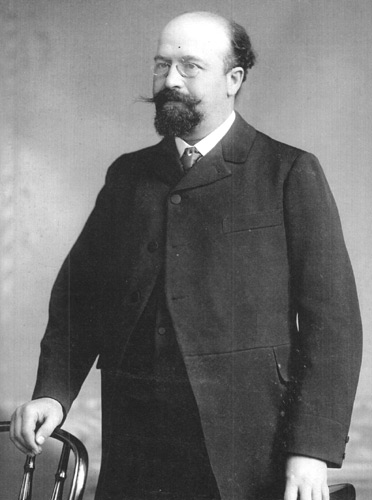
Bernard Lazare

## La communauté juive pendant la Seconde Guerre mondiale
À la suite de l'armistice du 22 juin 1940, Nîmes se trouve dans la zone libre et voit affluer de nombreuses familles juives provenant de la zone nord occupée par les Allemands et ayant réussi à traverser la ligne de démarcation.
Le 11 novembre 1942, la zone libre est envahie par les Allemands et les Italiens. Les troupes allemandes s'établissent à Nîmes et à Pujaut, suivies d’autres contingents dans la plupart des autres villes. La Gestapo s'installe à Nîmes au 13 boulevard Gambetta.
Les Juifs sont pourchassés, arrêtés, internés dans les camps du département avant d'être massivement déportés vers les camps de l'Est et exterminés. Très peu survivront. Les 25 et 26 août 1942, une rafle générale dans Nîmes par la police de Vichy permet d'arrêter 59  hommes, femmes et enfants qui sont livrés aux Allemands, puis déportés.
L'association Anonymes, Justes et Persécutés durant la période nazie dans les communes de France (AJPN) répertorie 19 familles juives arrêtées à Nîmes en indiquant leur date de déportation, leur convoi et leur destination finale.
Il est à noter que la famille Sandlarsch, composée de Feiga et de Sarah, respectivement commerçante à Villeneuve-le-Roi et à Lens, et réfugiée à Nîmes, a été arrêtée le 24 avril 1944 sur dénonciation d'une voisine contre la somme de 100 francs.

## L'époque actuelle
En déclin après la Seconde Guerre mondiale, la communauté juive a pu se reformer avec l'arrivée dans les années 1960 de nombreux rapatriés d'Algérie. En plus de la synagogue, la communauté possède un centre communautaire avec Talmud Torah qui offre des cours de religion aux enfants de la communauté.
L'association Hevra Kaddisha (Société du dernier devoir) permet de donner aux défunts un enterrement selon les principes religieux juifs.
Quand les Juifs sont revenus à Nîmes dans les années 1770, il leur a été impossible de récupérer leur ancien cimetière situé sur le mont Duplan. Les morts ont dans un premier temps été enterrés dans des jardins privés, jusqu'en mars 1785, où la communauté juive acquiert un terrain situé rue de la République, au coin de la rue du Mail, afin d'en faire un cimetière. Le 16 mars 1785, Abraham Vidal, fils légitime et naturel de Moyse Vidal et Marianne Lyon est la première personne qui y est enterrée. Ce cimetière ferme en 1809 et est remplacé par le cimetière actuel situé rue André Simon, acheté le 17 avril 1809, par Carcassonne Isaac et Lisbonne Isaac à Jacques Baude, libraire à Nîmes.
Au début des années 1970, le maire de Nîmes, Émile Jourdan, concède à la communauté qui en avait fait la demande, une concession perpétuelle au cimetière du Pont de Justice, au nord-est de la ville. Cette concession municipale n'est pas gérée directement par la communauté juive qui y enterre les personnes dont la famille en fait expressément la demande.

## La synagogue

### La synagogue du Moyen Âge
Une synagogue, probablement une des premières à Nîmes, existe avant l'expulsion des Juifs en 1306. Germer-Durand en 1874 dans le Cartulaire du chapitre de l'église cathédrale Notre-Dame de Nîmes et plus tard en 1886 Joseph Simon dans son Histoire des Juifs de Nîmes, la situent rue du Chapitre, à l'emplacement actuel de l'hôtel de la Prévôté. D'après Germer-Durand, la rue adjacente s'appelait à l'époque rue de la synagogue avant de prendre le nom de rue du Camp-nau supérieur et actuellement rue du Chapitre. Elle est confisquée par le pouvoir royal qui le 16 août 1306, ordonne par mandatement aux surintendants dans l'affaire des Juifs et aux sénéchaux de mettre en vente les immeubles saisis.
Quand les Juifs reviennent en 1359, de façon temporaire, cette synagogue, si elle existe toujours, se trouve alors hors du nouveau quartier juif qui leur était attribué, compris entre la rue de l’Étoile et la rue Fresque et ne peut donc servir de lieu de culte aux Juifs.
Dans son état actuel, l'hôtel de la Prévôté ne présente aucune construction antérieure au XVIIe siècle, ce qui implique une démolition totale du bâtiment de la synagogue.

### La synagogue actuelle

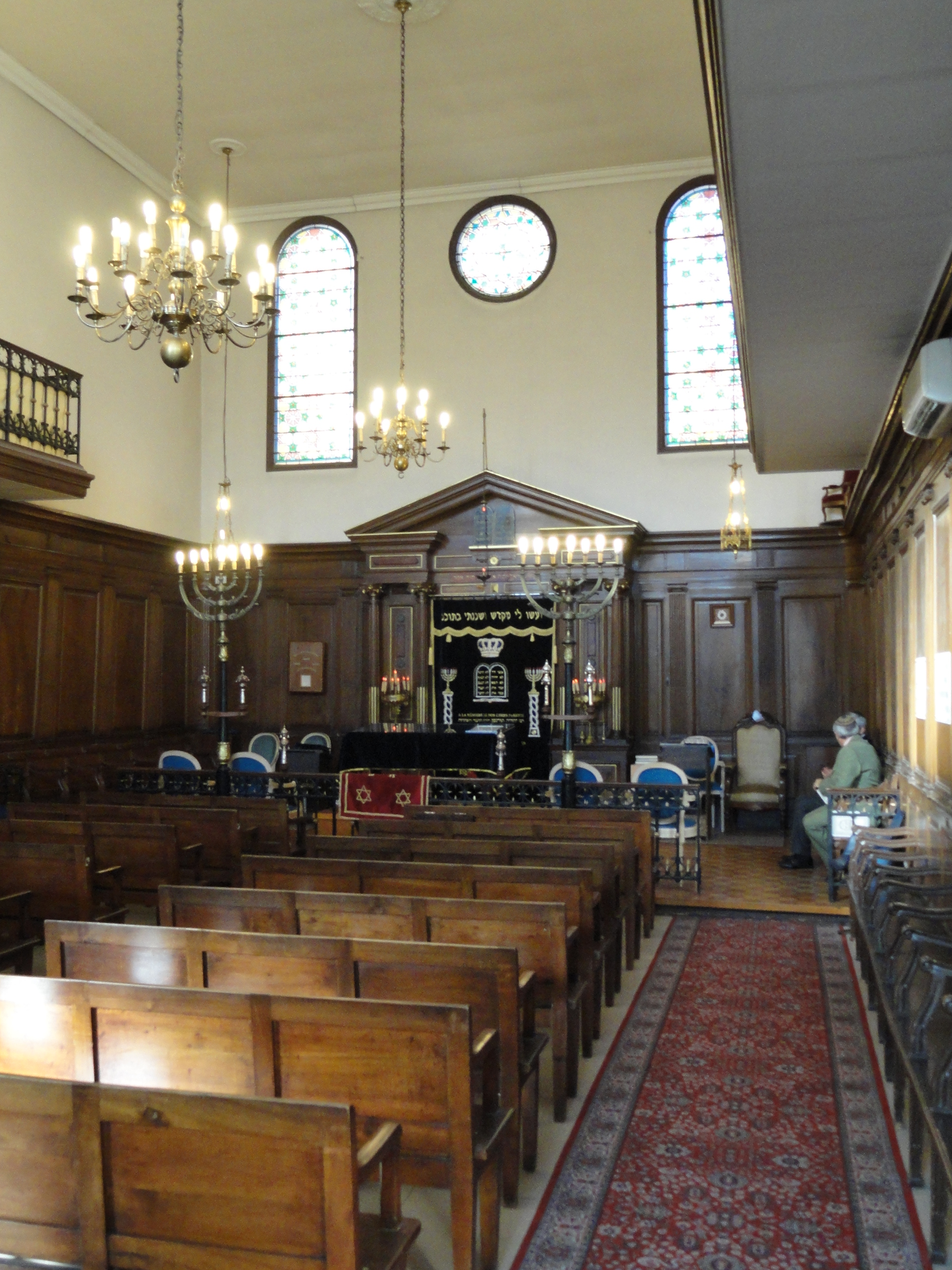
Intérieur de la synagogue, côté Arche Sainte

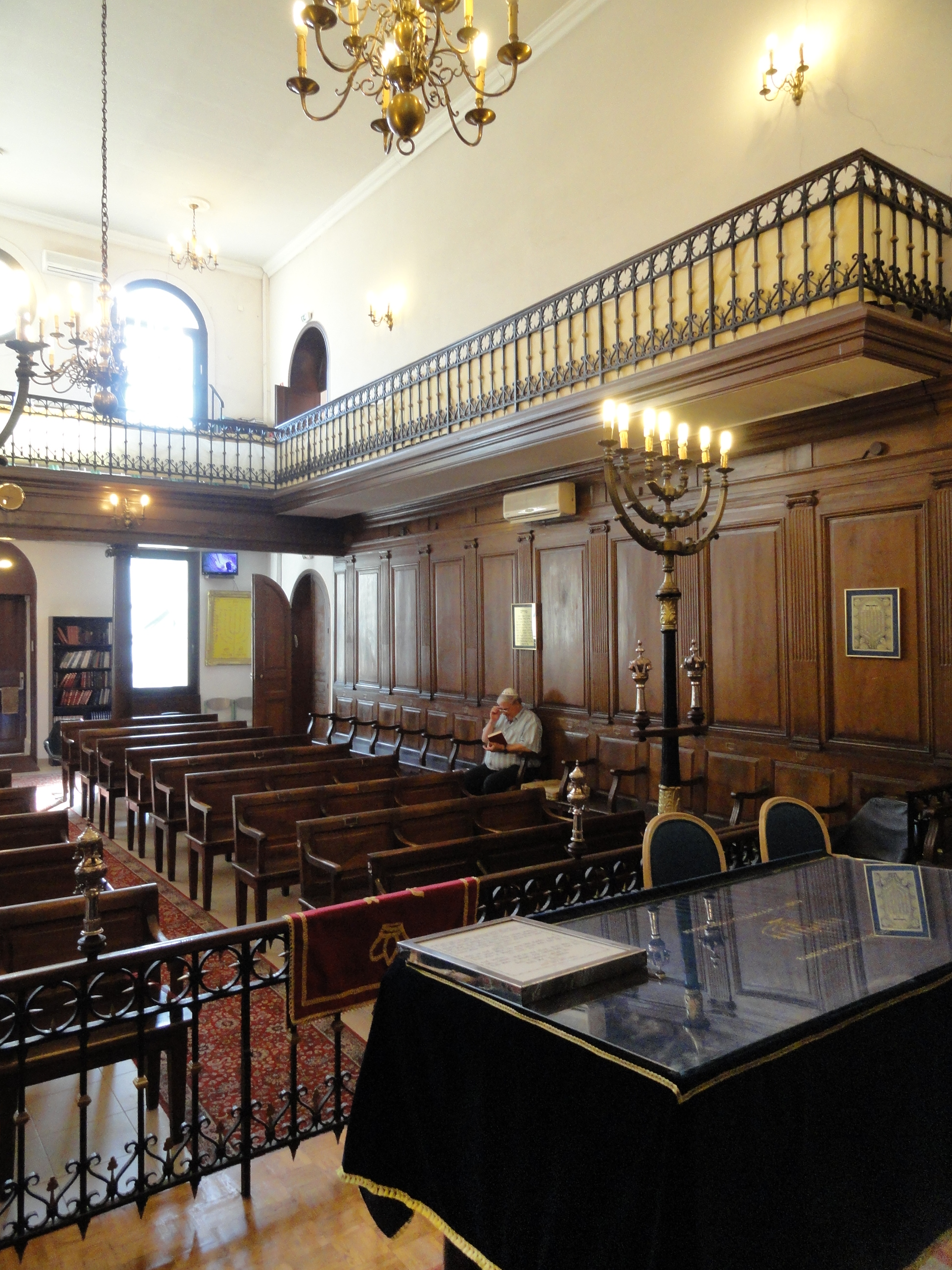
Intérieur de la synagogue, montrant la galerie pour les femmes

En 1793 quelques marchands juifs (marchands de mules, marchands de textiles) venus du Comtat Venaissin, principalement de Carpentras et installés depuis peu à Nîmes décident d'édifier une synagogue. Comme celles du Comtat Venaissin dont ils sont originaires, la Synagogue se trouve au premier étage tandis qu'au rez-de-chaussée se trouvent  les annexes tels que le logement du rabbin, le four à Matsot (pain azyme) ou le Mikvé (bain rituel).
Elle a été restaurée en 1893 et la façade actuelle sur rue date de cette époque. Depuis, elle n'a subi aucun changement notable.
La synagogue est située 40 rue Roussy, dans une rue calme, à proximité du centre-ville de Nîmes. C'est un bâtiment sur deux niveaux avec une façade inspirée de l'architecture romane. Au rez-de-chaussée, deux portes en bois à double battant, surmontées d'un tympan à arc plein-cintre, avec voussure ornée d'une archivolte reposant sur deux colonnettes encadrent une petite fenêtre géminée, séparée par une petite colonnette. Au premier étage, séparé de l'étage inférieur par une frise à denticules à boudin, on trouve au centre, juste au-dessus de la frise, les Tables de la Loi en marbre, avec les dix commandements écrits en hébreu, au-dessus des Tables de la Loi, un oculus, et de part et d'autre, deux fenêtres à arc plein-cintre entourées de colonnettes. La façade se termine par un pignon triangulaire de faible pente, couronné par une corniche rampante à arcature.  
La salle de prière lambrissée au premier étage, montre l'influence des synagogues du Comtat Venaissin. De forme rectangulaire, elle comporte, sur trois de ses côtés, une galerie réservée aux femmes, en bois et protégée par une rambarde en fer forgé. Sur le mur est, l'Arche Sainte en bois est surmonté d'un fronton à base interrompue, reposant de chaque côté sur deux colonnes à chapiteau ionique et à fût cannelé, reposant sur un piédestal élevé. 
La Tevah située devant l'Arche sur un plancher en bois surélevé, est séparée du reste de la salle réservée aux hommes par une grille en fer forgé. Deux rangées de huit bancs en bois font face à l'Arche et à la Tevah. Sur les trois murs de la pièce, une rangée de sièges muraux en bois augmente la capacité d'accueil.
Le siège du prophète Élie est juché sur une console à droite de l'Arche Sainte.
La synagogue est ouverte pour le chabbat et les jours de fête, et bien que le nombre de Juifs à Nîmes soit relativement réduit, arrive régulièrement à réunir un Miniane.

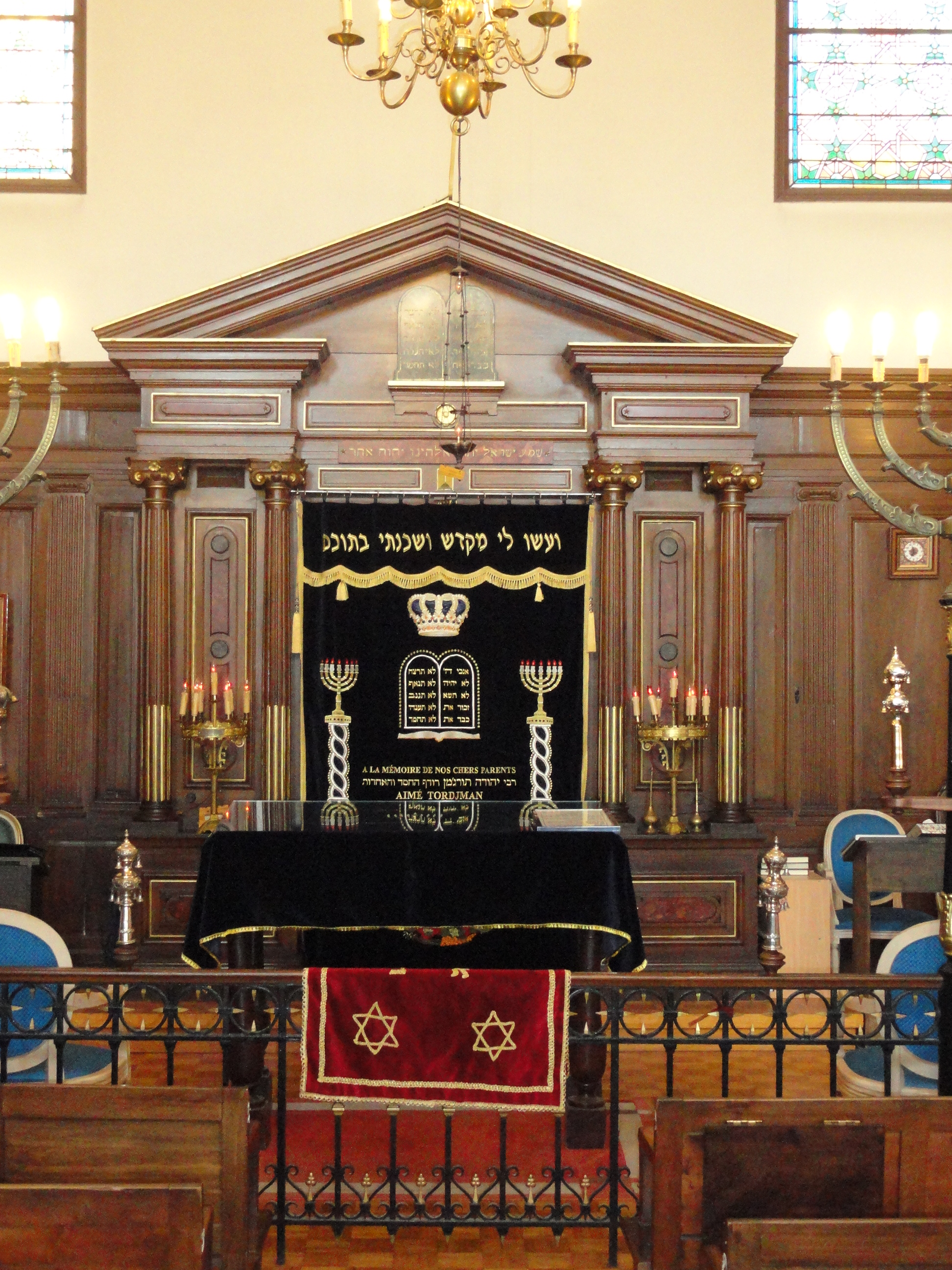
L'Arche sainte et la Tevah
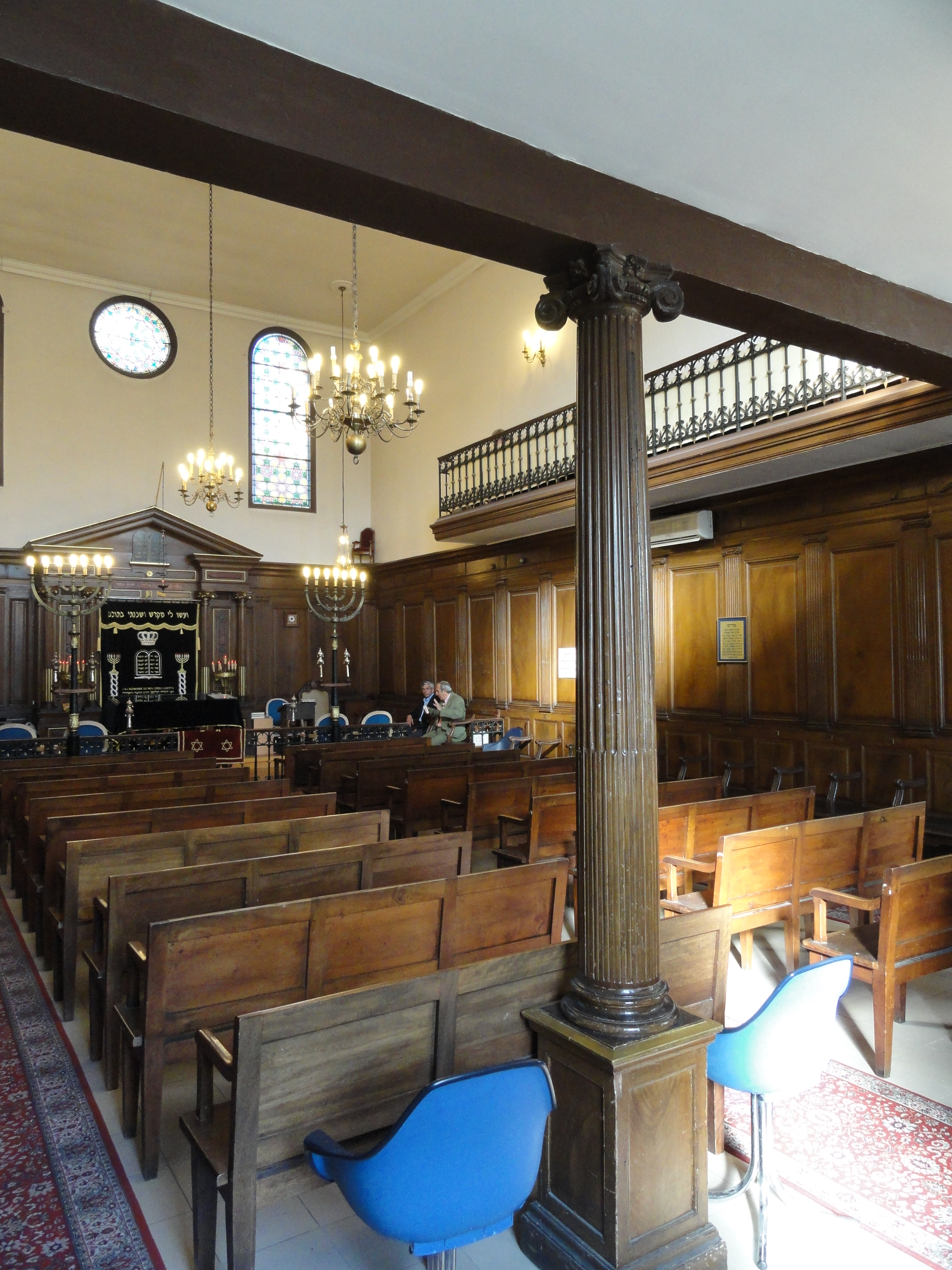
Autre vue intérieure de la synagogue
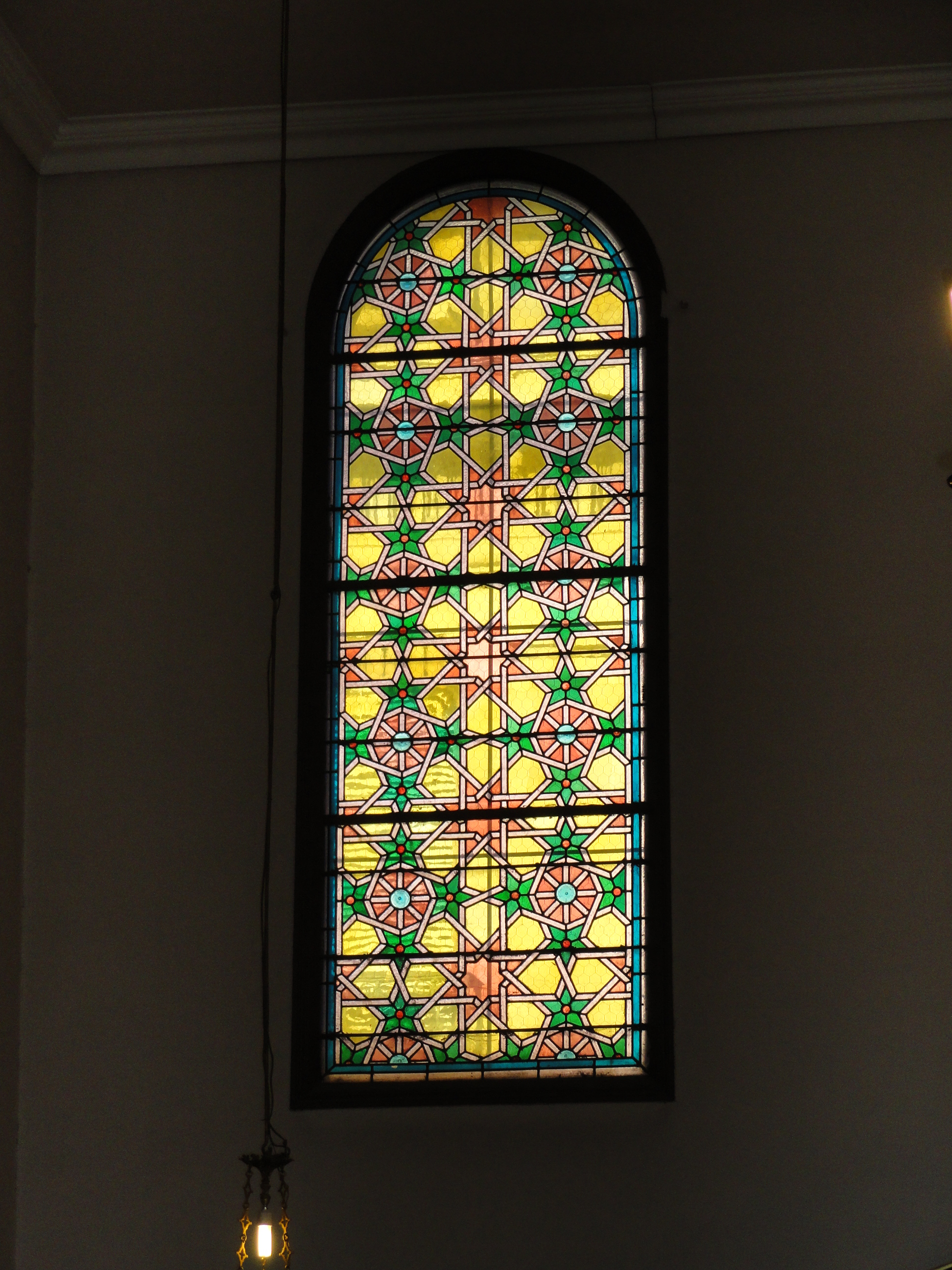
Un des vitraux de la synagogue

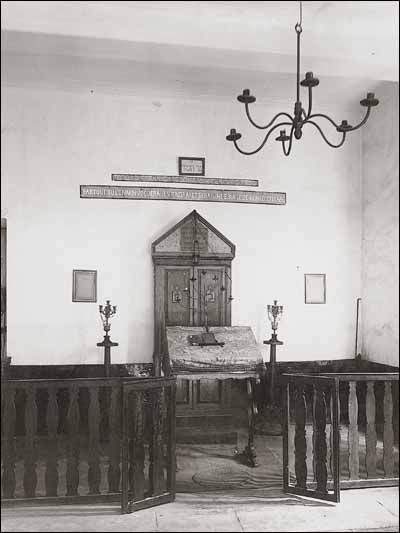
Photo de 1890 de la synagogue dans la maison d'arrêt du Fort Vauban. Collection musée du Vieux Nîmes

### La synagogue du fort Vauban
La citadelle de Nîmes est construite en 1687/1688 hors des murailles de Nîmes, au quartier appelé Cremat, un coteau au nord-nord-est de la ville, aujourd'hui annexé à la ville. À la Révolution, la citadelle devient une prison politique de sécurité, puis une maison de correction ainsi qu'un dépôt de mendicité.
Par ordonnance royale du 30 mars 1820, les bâtiments de l’ancienne citadelle sont affectés à la maison centrale de détention. Le nombre de prisonniers va grimper de 250 en 1820 à 1226 en 1835. Dès le projet initial il est prévu pour les prisonniers, des espaces destinés aux trois cultes pratiqués à Nîmes. On trouve donc une église, un temple protestant et une synagogue.
En juin 1991, la prison est fermée et le 11 octobre 1995 a lieu l'inauguration du nouveau centre universitaire sur le site du fort Vauban.